# Общество 3 сентября
Общество «Цзюсань» (Общество «3 сентября») — одна из официальных малых партий КНР. Основана в мае 1946 года в городе Чунцин. Основу общества составляют представители интеллигенции высшего и среднего звена в области науки, техники, культуры, медицины, здравоохранения и фармакологии.
На середину 2017 года в партии насчитывалось более 167 218 членов.
Председателем ЦК Общества «Цзюсань»  является У Вэйхуа. 